# Јекатерина Савченко
Јекатерина Александровна Савченко (рођ Александрова рус. Савченко Александрова Екатерина Александровна, Омск, 3. јун 1977) је руска атлетичарка, специјалиста за скок увис. Чланица је атлетског клуба из Омска, а тренер јој је супруг Јевгениј Савченко.
На великим такмичењима дебитовала је на Светском првенству за јуниоре 1999. у Лисабону и била седма. Као сениорка први пут учествује на Светском првенству 2001. у Едмонтону, без запаженог резултата. После паузе до 2005. учествује на Европском првенству у Мадриду, где је шеста.
Почетком 2006. постаје првакиња Русије, а на Светском првенству у Москви бележи свој најбољи пласман на великим такмичењима четврто место, оборивши лични рекорд са 1,98. Трећепласирана Рут Беитија из Шпаније скочила је исту висину само са мање покушаја. Рекорд је поправила 2007. у Осаки када је у финалу скочила 2,00 метра, завршивши на 5 месту.
После наступа на Светском дворанском првенству 2008. у Валенсији где је била седма, учествује само на домаћим такмичењима.